# Städtisches Elektrizitätswerk (Schwerin)
Das ehemalige Städtische Elektrizitätswerk (auch: E-Werk Schwerin) am Nordostufer des Pfaffenteichs der Stadt Schwerin diente von 1904 bis 1969 der Produktion elektrischen Stroms und war bis 1999 als Schaltanlage im städtischen Stromnetz in Betrieb. Das unter Denkmalschutz stehende Gebäude wird seit 1998 kulturell genutzt – als Spielstätte des Staatstheaters, der Puppenbühne, der Fritz-Reuter-Bühne und für den Kunstverein für Mecklenburg und Vorpommern in Schwerin.

## Bauwerk

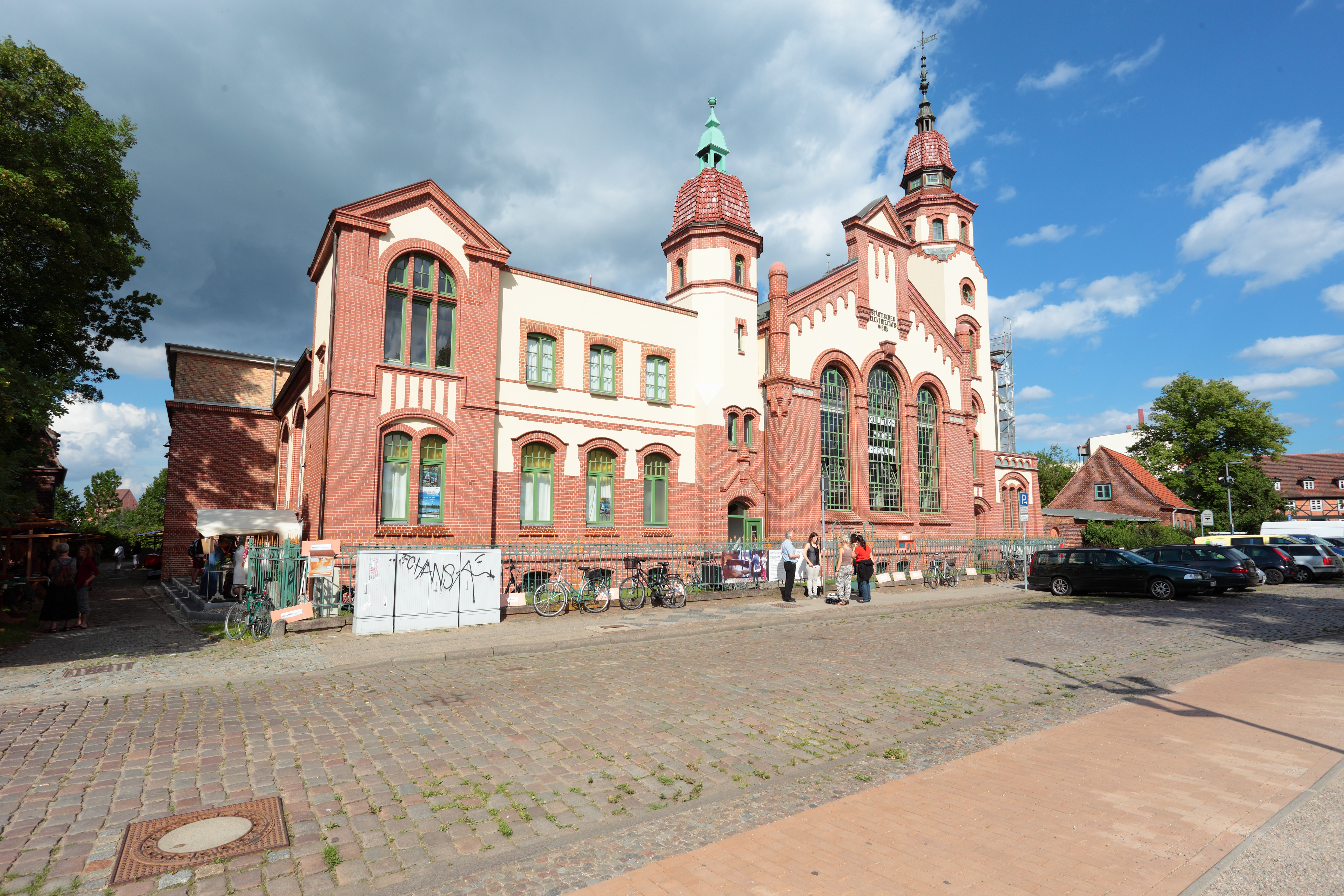
Ehemaliges E-Werk Schwerin

Der auf dem Spieltordamm zwischen dem Pfaffenteich und dem Ziegelsee befindliche, malerische und vielförmig durchgliederte Backsteinputzbau wurde 1903/04 im deutschen Renaissancestil mit Maschinenhalle und Verwaltungstrakt errichtet. Durch die Türme und die aufwändige Fassadengestaltung hat das E-Werk einen schlossähnlichen Charakter. Adresse: Spieltordamm 5.

## Geschichte
Nachdem in der Reichshauptstadt Berlin bereits seit 1882 sukzessive die elektrische Beleuchtung eingeführt worden war, scheiterte eine Übertragung eines dreißigjährigen Stromversorgungsmonopols an die Deutsche Edison Gesellschaft in Schwerin 1884 am Innenministerium, das eine Verteuerung des Privatkonsums befürchtete. In den folgenden Jahren versuchte vor allem der Senator Lisch, der Sohn Georg Christian Friedrich Lischs, durch Berichte über die Einführung der elektrischen Beleuchtung in anderen Städten und Anträge auf Kostenübernahme für Dienstreisen zur Erkenntnisgewinnung, die Entwicklung in diesem Bereich für Schwerin voranzutreiben. Diese Anträge wurden jedoch mehrfach abgelehnt und die Mehrheit des Bürgerausschusses entschloss sich dazu, vorerst die technische Entwicklung abzuwarten. Erst mit der Installation kleiner Maschinen zur Stromversorgung durch Gewerbetreibende, Kaufleute und am Hoftheater sowie durch eine Umfrage unter den Schwerinern, die in dieser Interesse an einer Stromversorgung bekundeten, entschied der Bürgerausschuss 1901 den Bau eines Elektrizitätswerkes.
Vor dem Bau wurde der Berliner Elektrotechniker und Ingenieur Georg Klingenberg mit der Erstellung eines Bau- und Rentabilitätsgutachtens betraut. Aufgrund der kostengünstigeren Herstellung und der Möglichkeit eines unkomplizierten Straßenbahnbetriebs entschied man sich entgegen den Wünschen des fachkundigen Lisch für den Gleichstrombetrieb. Dafür sprach auch, dass die Technik in dem Bereich zu der Zeit ausgereifter war und sich Gleichstrom speichern ließ, was keinen durchgehenden Betrieb erforderte. Da sich früher Gleichstrom im Gegensatz zum hochgespannten Wechselstrom nicht über weite Entfernungen transportieren ließ, war der Bau des Versorgungswerkes inmitten der Stadt vonnöten.

Historische Ansicht von 1904

Obwohl es Bedenken wegen der Festigkeit des Baugrunds gab, wurde die bis dahin unbebaute Fläche auf dem Spieltordamm gewählt. Mit dem durch Anleihen finanzierten Bau des Kraftwerks wurde die AEG Berlin beauftragt. Um das Stadtbild nicht zu beeinträchtigen, wurden anstelle einer Dampfmaschine, die einen Schornstein erfordert hätte, Gasmotoren installiert und das Gebäude so gestaltet, dass es sich harmonisch ins Stadtbild einfügte und ihm sein Zweck äußerlich nicht anzusehen war. Den baulichen Teil des Vorhabens übernahm das Stadtbauamt, AEG war für die Projektausarbeitung zuständig. Die Gebr. Körting AG übernahm die Lieferung und Installation der Maschinen.
Im November 1904 wurde der Probebetrieb aufgenommen, anfänglich ereigneten sich mehrere Explosionen und Havarien, wodurch der Ruf des Kraftwerkes Schaden nahm. Anwohner monierten zudem den Gasgeruch und den Maschinenlärm. Das als Brennstoff verwendete Gas wurde aus der Vergasung von Steinkohle gewonnen. Ein Maschinenschaden am 4. Dezember 1904 verursachte eine temporäre Betriebseinstellung. Der Regulärbetrieb startete am 24. Dezember desselben Jahres. Zur Erstausrüstung des Elektrizitätswerkes zählten:

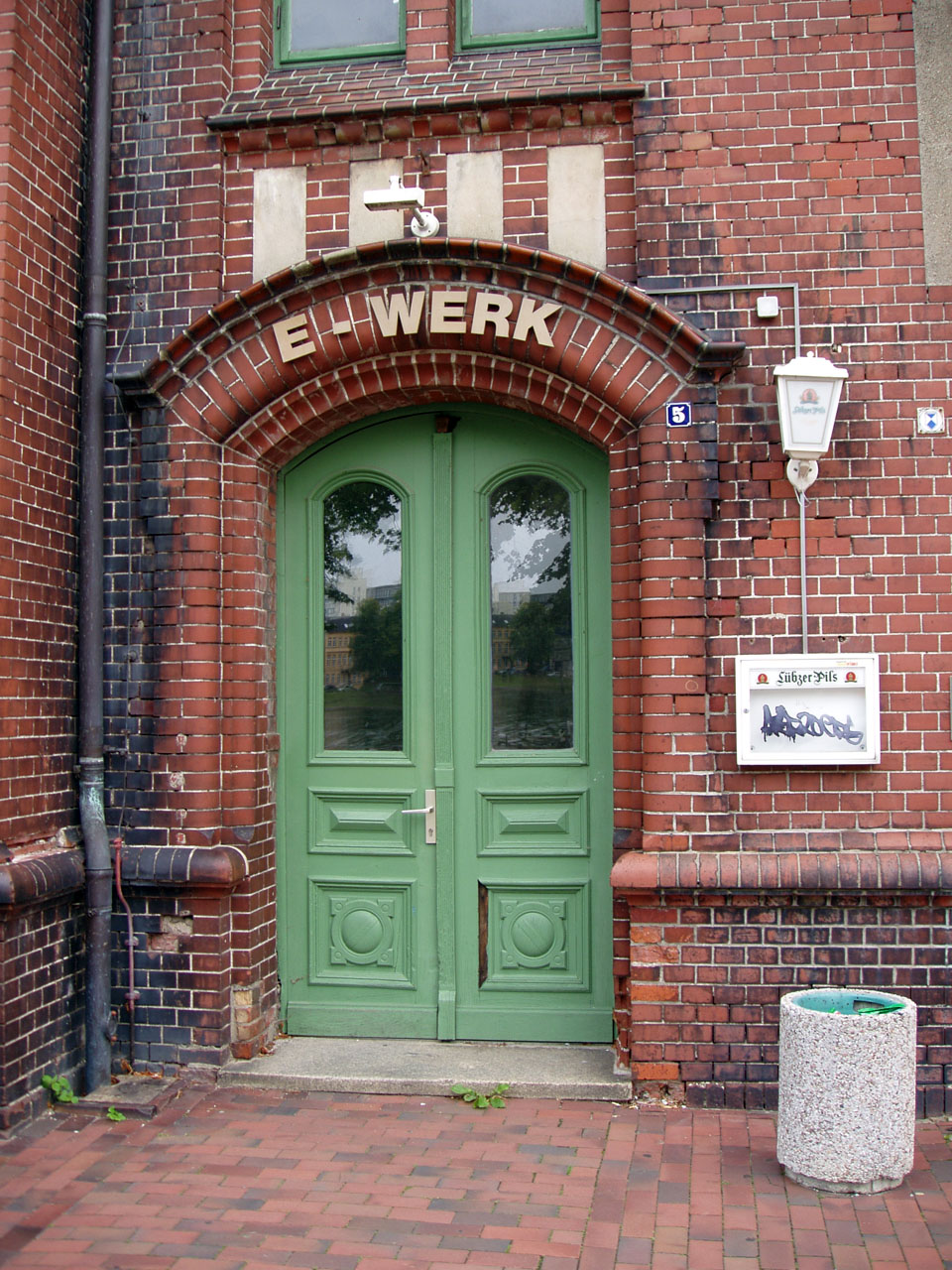
Haupteingang

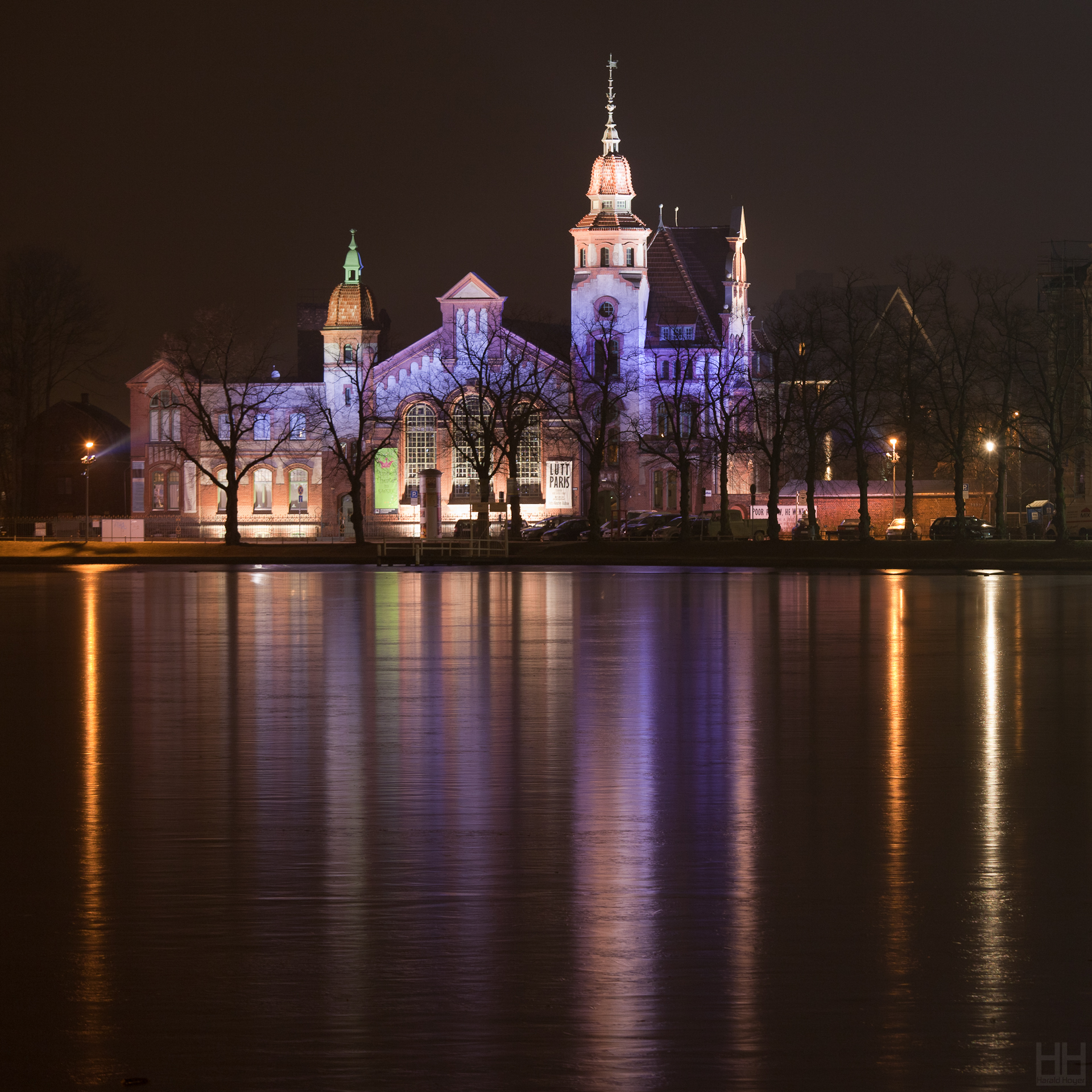
E-Werk bei Nacht

- zwei Gasgeneratoren mit einer Leistung von je 350 PS
- Sauggasmotoren
- zwei 220-kW-Gleichstrom-Nebenschluss-Dynamomaschinen
- Batterie bestehend aus 268 Elementen (im Keller) mit einer Kapazität von 972 Ah, was bei einer Abgabe von 150 kW für drei Stunden ausreichte

Das Elektrizitätswerk, welches für die Beleuchtung der privaten Haushalte und den Betrieb der Straßenbahn vorgesehen war, versorgte bis 1910 1225 Haushalte. Die Straßenbeleuchtung erfolgte größtenteils vorerst weiter durch Gaslaternen. Im Gegensatz zu Städten wie Wismar und Rostock übertrug Schwerin bis 1935 die Stromversorgung nicht auf große Stromkonzerne. Strom konnte günstiger produziert als eingekauft werden, jährliche Überschüsse waren ein willkommener Nebeneffekt.
Mit den Jahren stieg der Strombedarf und es erfolgten Erweiterungen. 1908 kam mit der elektrischen Straßenbahn ein Großabnehmer hinzu. Für die Versorgung weiter entfernter Stadtteile und umliegender Orte zur Verbesserung der Auslastung des Kraftwerkes war das Gleichstromnetz ungeeignet. Diese mussten mit Wechselstrom versorgt werden. Auf Grund von Personal- und Materialmangel befanden sich die Maschinen am Ende des Ersten Weltkriegs in einem schlechten Zustand, zum Teil waren sie defekt. Kohlemangel führte dazu, dass vom 1. Dezember 1918 bis zum 1. April 1919 der Straßenbahnbetrieb eingestellt wurde.
|                            | 1929   | 1932   | 1933   | 1934   |
| -------------------------- | ------ | ------ | ------ | ------ |
| Erzeugung (Mio. kWh)       | 5,99   | 6,2    | 6,99   | 8,19   |
| Nutzbare Abgabe (Mio. kWh) | 4,98   | 5,01   | 5,91   | 7,01   |
| Anschlusswert (ca. kW)     | 11.600 | 14.300 | 16.000 | 18.000 |

1921 schlossen die Städtischen Elektrizitätswerke einen Stromlieferungsvertrag mit den Mecklenburgisch-Schwerin'schen Electrizitätswerken (LEW) ab. Lieferungen in das Netz der LEW erfolgten von 1921 bis 1925, danach wieder ab 1930/31. Nachdem der Maschinenpark mit der Zeit schon durch Dieselmotoren ergänzt wurde, rüstete man in den Jahren 1921 bis 1926 das Werk vollkommen auf Dieselbetrieb um. 1928 betrug die Maschinenleistung 7000 PS und die Generatorenleistung 4700 kW. Die Abwärme der Dieselmotoren nutzte man ab November 1924 für ein kleines Warmwasser-Fernwärmenetz am Pfaffenteich. Einige Motoren wurden in den 1930er Jahren auf den Betrieb mit Steinkohlenteer umgerüstet.
Mit Errichtung eines in Brandenburg befindlichen Großkraftwerks des Märkischen Elektricitätswerks (MEW), einem Versorger, der Anfang der 1930er Jahre beinahe ganz Brandenburg, Mecklenburg und Pommern versorgte, wuchs der Druck auf das kleine aber rentable E-Werk in Schwerin durch Übernahmeversuche. Erst nach Verteuerung des Diesels durch Zollerhöhungen und den gestiegenen Strombedarf wurde mit dem MEW ein Stromlieferungsvertrag zur Deckung der Grundlast abgeschlossen. Das Werk am Pfaffenteich diente nur noch von Oktober bis Februar in der Zeit von 6 bis 8 und 16 bis 22 Uhr zur Abdeckung der Spitzenverbräuche.
Nach dem Zweiten Weltkrieg erhöhte sich der Strombedarf der wachsenden Bevölkerung weiter, der jedoch nicht bedient werden konnte, Stromabschaltungen waren bis 1953 die Folge. Der Anteil der Energieproduktion des städtischen E-Werks lag in dieser Zeit bei 35 bis 40 Prozent. 1969 wurde mit Sicherung der Stromversorgung durch Verbundnetze die Stromproduktion mit den inzwischen schrottreifen Anlagen des E-Werks eingestellt. Lediglich eine Notstromanlage verblieb und eine Reparaturwerkstatt für Transformatoren nutzte in der Folge Räumlichkeiten der Anlage. 1969 installierte man eine Hochspannungs-Schaltanlage und stellte die Versorgung in der Innenstadt vollständig auf Wechselstrom um. Die Schaltanlage wurde bis 1999 durch die Stadtwerke Schwerin betrieben. Seit 1998 wird das E-Werk kulturell als Spielstätte des Staatstheaters, der Puppenbühne, der Fritz-Reuter-Bühne und des Kunstverein für Mecklenburg und Vorpommern in Schwerin genutzt.
Zur Stromerzeugung nutzt der lokale Energieversorger heute zwei moderne, gasbetriebene Kraft-Wärme-Kopplungskraftwerke in den Stadtteilen Wüstmark und Lankow (siehe dazu: Heizkraftwerk Schwerin-Süd und Heizkraftwerk Schwerin-Lankow).